# Buriti dos Lopes (kommun)
Buriti dos Lopes är en kommun i Brasilien.   Den ligger i delstaten Piauí, i den nordöstra delen av landet, 1 500 km norr om huvudstaden Brasília. Antalet invånare är 19 074.
Följande samhällen finns i Buriti dos Lopes:
- Buriti dos Lopes

Omgivningarna runt Buriti dos Lopes är huvudsakligen savann. Runt Buriti dos Lopes är det glesbefolkat, med 20 invånare per kvadratkilometer.